# Kai Schoppitsch
Kai Walter Schoppitsch (* 5. Februar 1980 in Wolfsberg) ist ein ehemaliger österreichischer Fußballspieler.

## Karriere
Seine erste Profistation war beim FC Kärnten, wo er in der Bundesliga auf sich aufmerksam machte. 2002 wechselte Schoppitsch zum SV Austria Salzburg, von wo er nach einem Jahr nach Pasching wechselte. Kaum in Pasching angekommen, wechselte Schoppitsch wieder zurück zu Austria Salzburg, fiel jedoch nach der Übernahme des Vereins durch Red Bull in Ungnade und wechselte wieder nach Pasching. Im Winter 2005 wechselte er zum SCR Altach. Im Jahr 2009 wollte Schoppitsch seine Karriere als Fußballspieler frühzeitig beenden, um in Kanada, dem Heimatland seiner Ehefrau, eine Ausbildung zum Polizisten zu beginnen. Im Spätsommer 2009 wechselte er zur Vienna und verwarf seine Auswanderungspläne fürs Erste.
Im Sommer 2010 transferierte er zu Austria Klagenfurt in die Regionalliga Mitte. Nach einem Jahr wechselte er zum FC Welzenegg in die Unterliga Ost und stieg als Meister der Saison 2011/12 mit der Mannschaft in die Kärntner Liga auf. Nach einer Saison in der Viertklassigkeit wechselte er zur Spielgemeinschaft des SV Magdalensberg und des Eberndorfer AC in die sechstklassige 1. Klasse D. Hier kam er in 24 von 26 möglich gewesenen Ligapartien zum Einsatz, erzielte dabei 21 Treffer und rangierte damit in der Torschützenliste auf dem vierten Rang. Mit der Mannschaft wurde er am Ende Meister der 1. Klasse D und schaffte den Aufstieg in die fünftklassige Unterliga Ost. Dort trat der Spielgemeinschaft mit dem SC Globasnitz noch ein weiterer Verein bei und die Mannschaft trat ab der Saison 2014/15 als SG SV Magdalensberg/Eberndorfer AC/SC Globasnitz in Erscheinung. Auch in dieser Spielzeit trat er wieder als Stammkraft in Erscheinung und erzielte bei 19 Meisterschaftseinsätzen insgesamt 14 Tore. Diese allesamt im Herbst 2014, im nachfolgenden Frühjahr blieb er ohne Torerfolg. In der Sommerpause vor der Saison 2015/16 schloss er sich dem ASK Klagenfurt aus der 1. Klasse C an, kam in 24 von 30 Ligaspielen zum Einsatz und war mit 28 Treffern wieder äußerst torgefährlich. Diesmal reichte es für den Titel als Torschützenkönig; noch dazu verhalf er der Mannschaft zum Aufstieg in die Unterliga Ost, in der er es 2016/17 noch zu acht Einsätzen und drei Toren brachte und noch in der Winterpause 2016/17 seine Karriere offiziell beendete.